# 褚泰初
褚泰初（？—？），字大来，河南归德府睢州人。明末翰林。

## 生平
万历四十六年（1618年）戊午科河南乡试举人，天啓五年（1625年）乙丑科進士，改翰林院庶吉士，七年七月授翰林院简讨。崇祯时，以贪赃被劾去职。

## 家族
父褚岑，生员，以子泰初封翰林院检讨。
子褚振聲，顺治四年丁亥科进士，字仲起，官延长县知县。
弟褚泰珍，任狄道县知县，有惠政。